# La Izcalina
La Izcalina es una entidad de población española, hoy día despoblada, del municipio de Valdelosa, perteneciente a la provincia de Salamanca, en la comunidad autónoma de Castilla y León.

## Demografía
En 2023, la entidad singular de población de a Izcalina tenía empadronados 0 habitantes.